# ATC kód C08
ATC kód C08 Blokátory kalciového kanálu je hlavní terapeutická skupina anatomické skupiny C. Kardiovaskulární systém.

## C08C Selektivní blokátory kalciových kanálů s převážně vaskulárním účinkem

### C08CA Dihypropyridinové deriváty
C08CA01 Amlodipin
C08CA02 Felodipin
C08CA03 Isradipin
C08CA05 Nifedipin
C08CA06 Nimodipin
C08CA08 Nitrendipin
C08CA09 Lacidipin
C08CA10 Nilvadipin
C08CA12 Barnidipin

## C08D Selektivní blokátory kalciových kanálů s přímým kardiálním účinkem

### C08DA Fenylalkylaminové deriváty
C08DA01 Verapamil

### C08DB Benzothiazepinové deriváty
C08DB01 Diltiazem

## Poznámka
- Registrované léčivé přípravky na území České republiky.
- Informační zdroj: Státní ústav pro kontrolu léčiv, Všeobecná zdravotní pojišťovna.